# Conquista normanda do sul da Itália

Reino da Sicília (em verde) em 1154, o que representa a extensão da conquista normanda na Itália durante várias décadas de atividades por aventureiros independentes

A conquista dos normandos no sul da Itália por volta do século XI, envolveu uma série de batalhas e muitos beligerantes independentes conquistando territórios por conta própria. Somente depois estes se uniram para formar o Reino da Sicília, que incluía não somente a ilha da Sicília, mas também toda a porção sul da península da Itália (exceto a cidade de Benevento, que eles tomaram apenas em duas ocasiões) assim como também o arquipélago de Malta e parte do norte da África.
Imigrantes normandos ambientaram-se ao Mezzogiorno como mercenários a serviço de várias facções lombardas e bizantinas, comunicando a notícia rapidamente na volta para casa das oportunidades que existiam no Mediterrâneo. Estes grupos se juntaram em vários lugares, eventualmente estabelecendo feudos e estados próprios, conseguindo se  unificar e elevar o seu estatuto a uma independência de facto dentro de cinquenta anos após terem chegado.
Ao contrário da conquista normanda da Inglaterra (1066), que teve lugar ao longo de alguns anos após uma batalha decisiva, a conquista do sul da Itália, foi o produto de décadas e muitas batalhas, algumas decisivas. Muitos territórios foram conquistados de forma independente, e só mais tarde foram todos unificados em um estado. Em comparação com a conquista da Inglaterra, foi planejada e desorganizada, mas igualmente concluída.

## Chegada dos normandos na Itália, 999-1017
A data mais próxima que relatam a chegada de cavaleiros normandos no sul da Itália é de 999, embora possa ser assumido que tinham chegado antes. Naquele ano, de acordo com várias fontes, peregrinos normandos voltaram do Santo Sepulcro de Jerusalém por meio da Apúlia, parando em Salerno, onde ficaram com o príncipe Guaimário III. A cidade e seus arredores foram atacadas pelos sarracenos da África exigindo o pagamento em atraso de um tributo anual. Enquanto Guaimário começou a recolher o tributo, os normandos o censuraram e seus súditos lombardos por falta de coragem, e eles agrediram os bloqueios sarracenos. Eles fugiram, muitos despojos foram tomados, e Guaimário, feliz, pediu que os normandos ficassem. Eles se recusaram, mas prometeram trazer seus ricos presentes aos seus compatriotas na Normandia e dizer-lhes de possíveis recompensas para o serviço militar em Salerno. Algumas fontes ainda têm Guaimário enviando emissários para a Normandia para trazer de volta os cavaleiros. Este relato da chegada dos normandos às vezes é chamada de "tradição de Salerno" (ou "tradição salernitana").
A tradição salernitana foi primeiro contada por Amado de Monte Cassino em sua Ystoire de li Normant entre 1071 e 1086. Grande parte dessas informações foram emprestadas de Amado por Pedro, o Diácono para a sua continuação do "Chronicon monasterii Casinensis" de Leão de Óstia, escrito no início do século XII. Começando com a Annales Ecclesiastici de César Barônio no século XVII, a história salernitana se tornou a história aceita. Sua precisão fatual foi questionada periodicamente nos séculos seguintes, mas foi aceita, com algumas modificações, pela maioria dos estudiosos desde então.
Outro relato histórico sobre a chegada dos primeiros normandos na Itália aparece em crônicas primárias, sem referência a qualquer presença anterior daquele povo. Esta história tem sido chamada de "tradição de Gargano". De acordo com esse relato, peregrinos normandos do santuário de Miguel Arcanjo no Monte Gargano conheceram o lombardos de Melo de Bari em 1016 e foram convencidos a se juntar a ele em um ataque contra o governo bizantino de Apúlia.
Tal como acontece com a tradição de Salerno, há duas fontes primárias para a história de Gargano: a Feitos de Roberto Guiscardo (Gesta Roberti Wiscardi), de Guilherme da Apúlia, de 1088-1110, e a Crônica do Mosteiro de São Bartolomeu de Carpineto (Chronica monasterii S. Bartholomaei de Carpineto) de um monge chamado Alexandre, escrita cerca de um século mais tarde e com base na obra de Guilherme. Alguns estudiosos combinaram os contos salernitanos e de Gargano. John Julius Norwich sugeriu que o encontro entre Melo e os normandos tinham sido organizados por Guaimário. Melo tinha estado em Salerno pouco antes de sua visita ao Monte Gargano.
Outra história envolve o exílio de um grupo de irmãos da família Drengoto. Um dos irmãos, Osmundo (de acordo com Orderico Vital) ou Gilberto (de acordo com Amado e Pedro, o Diácono), assassinaram Guilherme de Repostel (Repostellus) na presença de Roberto I da Normandia. Alega-se que Repostel tinha se gabado de desonrar a filha de seu assassino. Ameaçando de morte a si mesmo, o irmão Drengoto fugiu com seus irmãos para Roma, onde um dos irmãos teve uma audiência com o papa, antes de passar para se juntar Melo de Bari. Amado data a história depois de 1027 e não menciona o papa. Segundo ele, os irmãos de Gilberto chamavam-se Osmundo, Ranulfo, Ascletino e Ludolfo (Rodolfo acordo com Pedro).
O assassinato de Repostel é datado por todas as crônicas do reinado de Roberto, o Magnífico, e, assim, depois de 1027, embora alguns estudiosos acreditam que Roberto era um erro do escriba para Ricardo, indicando Ricardo II da Normandia, que era duque em 1017. A data de início é necessária se a emigração dos primeiros normandos tinha qualquer ligação com os Drengotos e o assassinato de Guilherme de Repostel. Nas Histórias de Rodolfo, o Calvo, um "Rodulfo" deixa a Normandia após desagradar o conde Ricardo (ou seja, Ricardo II). Fontes divergem quanto quem entre os irmãos era o líder na viagem para o sul. Orderico e Guilherme de Jumièges em sua Gesta Normannorum Ducum cita Osmundo; Rodolfo, o Calvo cita Rodolfo; Leão, Amado e Adémar de Chabannes indicam Gilberto. De acordo com fontes italianas mais ao sul, o líder do contingente normando na Batalha de Canas em 1018 era Gilberto. Se Rodolfo é identificado com a história de Rodolfo de Amato como um irmão de Drengoto, ele pode ter sido o líder em Canas.
Uma hipótese moderna sobre a chegada normanda no Mezzogiorno diz respeito as crônicas de Rodolfo, Ademar e Leão (não continuação de Pedro). Todas as três crônicas indicam que normandos (ou um grupo de 40 ou uma força muito maior de cerca de 250 homens) sob "Rodulfo" (Rodolfo), fugindo-se de Ricardo II, vieram até o Papa Bento VIII de Roma. O papa os enviou a Salerno (ou Cápua) para procurar emprego de mercenários contra os bizantinos devido a invasão deste último do território papal de Benevento. Lá, eles encontraram os primates (lideres de homens) Beneventanos: Landolfo V de Benevento, Pandulfo IV de Cápua, (possivelmente) Guaimário III de Salerno e Melo de Bari. De acordo com a crônica de Leão, "Rodolfo" era Raul de Tosni. Se o primeiro confirmar as ações militares normandas no sul envolvendo mercenários de Melo contra os bizantinos em maio de 1017, os normandos provavelmente deixaram sua terra natal entre janeiro e abril.